# Клубнекамыш широкоплодный
Клубнекамыш широкоплодный (лат. Bolboschoenus laticarpus) — вид однодольных растений рода Клубнекамыш (Bolboschoenus) семейства Осоковые (Cyperaceae). Текущее таксономическое название было опубликовано группой чешских ботаников в 2004 году.
Считается наиболее распространённым видом рода Клубнекамыш.

## Распространение, описание
Встречается в Австрии, Бельгии, Болгарии, Чехии, Дании, Эстонии, Франции, Германии, Венгрии, Италии, Латвии, Молдавии, Нидерландах, Польше, Румынии, России (европейская часть), Сербии, Словакии и на Украине. Типовой экземпляр таксона собран в Богемии (область в Чехии). Предпочитает водную среду, произрастая в основном по берегам рек, ручьёв, стариц и канав.
Гемикриптофит. Многолетнее растение высотой до 1,5 м с разветвлённым подземным корневищем. Клубень эллиптической или сферической формы, диаметром 1,5—3 см. Стебель прямостоячий. Цветки от светлого до ржаво-коричневого оттенка. Плод — семянка, оттенком от тёмно-бурого до чёрного при созревании.

## Значение
Возможно, является инвазивным видом.

## Замечания по охране
Численность экземпляров стабильна. По данным Международного союза охраны природы, угроза исчезновения вида минимальна (статус «LC»).

## Синонимы
Синонимичные названия:
- Bolboschoenus maritimus subsp. cymosus (Rchb.) Soják
- Bolboschoenus maritimus var. cymosus (Rchb.) Kit Tan & Oteng-Yeb.
- Bolboschoenus maritimus f. cymosus (Rchb.) T.Koyama
- Scirpus maritimus var. cymosus Rchb.
- Scirpus maritimus f. cymosus (Rchb.) T.Koyama